# 亜鉛緑礬
亜鉛緑礬（あえんりょくばん、zincmelanterite）は、硫酸塩鉱物の一種。緑礬グループに属する。
化学組成は (Zn,Cu,Fe)SO4•7H2O と表され、亜鉛、銅、鉄を含む（端成分としては硫酸亜鉛の七水塩となる）。単斜晶系。薄い黄色から黄緑色で、軟らかい。モース硬度は2、比重は2.02。脱水によりビアンキ石（六水塩）、ボイル石（四水塩）、ガニング石（一水塩）などになる。
1920年、アメリカのコロラド州ガニソン郡のVulcan鉱区で発見された。緑礬 (melanterite, FeSO4•7H2O) への類似性と、亜鉛を含んでいることから「zinc-melanterite」と名付けられた。2008年に国際鉱物学連合によりハイフンが廃されて現在の名称となった。
日本では北海道の上国鉱山に産する。